# Gerold Hilty
Gerold Hilty (Samedan, 12 d'agost de 1927 - Oberreiden, Zuric, 6 de desembre de 2014) va ser un romanista suís, hispanista i medievalista.

## Vida
Hilty va estudiar a Zúric (amb Jakob Jud, Arnald Steiger, Theophil Spoerri, Emil Steiger i Manu Leumann) i a Madrid (amb Ramón Menéndez Pidal, Dámaso Alonso, Rafael Lapesa, Emilio García Gómez). Va obtenir el títol de doctor el 1953 a Zuric amb la tesi El libro conplido en los iudizios de las estrellas (Madrid, 1954) de Yehudà ben Moixè. Va ser assistent en el Departament de filologia romànica a Zuric, i després professor d'escola secundària a St. Gallen. La seva tesi d'habilitació sobre el Discours indirect libre no va ser acabada, ja que va ser cridat prematurament a la càtedra que havia deixat Arnald Steiger. Hilty va ser, des del 1959 fins al 1993, catedràtic de Filologia romànica (especialitat en lingüística francesa i espanyola) a la Universitat de Zúric (de 1980 a 1982, en va ser rector). El seu successor a Zuric va ser Georg Bossong. Hilty va ser l'editor, des de 1963 a 1991, de la revista de romanística suïssa Vox Romanica. Des de 1978 a 1983, va ser comandant de brigada de l'exèrcit suís.
Va ser el germà petit del periodista i escriptor Hans Rudolf Hilty.
Hilty fou nomenat doctor honoris causa per les universitats de Saragossa (1999) i Basilea; fou acadèmic corresponent de la Reial Acadèmia de Bones Lletres de Barcelona (1971) i de la Real Academia Española.

## Publicacions
- Zur judenportugiesischen Übersetzung des Libro conplido, Berna 1959 (també a: Vox Romanica 16, 1957, p. 297–325; 17, 1958, p. 129–157 i 220–259)
- Langue française: phonétique, morphologie, syntaxe, différences de structure entre le français et l'allemand, Zürich 1974 (2a ed. amb Jakob Wüest, Zürich 1986).
- Gallus und die Sprachgeschichte der Nordostschweiz, St. Gallen 2001
- (ed.) Actes du 20e Congrès international de linguistique et philologie romanes, Université de Zurich (6–11 avril 1992), 5 vol., Tübingen 1993
- (editor amb Ernst Eichler, Heinrich Löffler, Hugo Steger i Ladislav Zgusta) Namenforschung / Name Studies / Les noms propres. Ein internationales Handbuch zur Onomastik / An International Handbook of Onomastics / Manuel international d'onomastique, 3 vol., Berlin, New York 1995, 1996